# Claiborne Pell
Claiborne de Borda Pell (ur. 22 listopada 1918 w Nowym Jorku, zm. 1 stycznia 2009 w Newport) – amerykański polityk liberalno-demokratyczny, dyplomata, senator, członek Partii Demokratycznej.

## Zarys biografii
W latach 1941–1978 służył w United States Coast Guard. W czasie II wojny światowej pływał na okrętach osłaniającyh alianckie konwoje morskie na północnym Atlantyku. Brał udział w inwazji na Sycylię i Włochy. Służbę wojskową zakończył w randze komandora. W 1946 uzyskał magisterium w dziedzinie stosunków międzynarodowych na Columbia University.
W latach zasiadał 1961–1997 W Senacie, reprezentując najmniejszy ze stanów USA – Rhode Island. Zasłynął między innymi ze złożenia w sierpniu 1988, wraz z senatorami Alem Gorem i Jessie Helmsem, propozycji nałożenia na Irak surowych sankcji ekonomicznych za użycie broni chemicznej w celu eksterminacji Kurdów. Już dzień po wystąpieniu senatorów Senat USA zatwierdził tzw. ustawę o zapobieganiu ludobójstwu. Jako członek Council on Foreign Relations zajmował się problematyką amerykańskiej polityki względem gospodarki komunistycznej znajdującej się w okresie przejściowym.

## Odznaczenia
- Krzyż Wielki Orderu Zasługi (Portugalia, 1994)[1]